# Mehmet Ağar
Mehmet Kemal Ağar (ur. 30 października 1951 w Ankarze) – turecki polityk i policjant, dyrektor generalny tureckiej policji (1993–1995), deputowany, minister sprawiedliwości (1996) oraz minister spraw wewnętrznych (1996).

## Życiorys
Urodził się w stołecznej dzielnicy Çankaya. W 1972 ukończył studia w katedrze finansów na wydziale nauk politycznych Uniwersytetu w Ankarze, był stypendystą tureckiej policji. Pracował w służbach policyjnych, był m.in. zastępcą dyrektora wydziału antyterrorystycznego w departamencie policji w Stambule i zastępcą komendanta stambulskiej policji. W 1988 został komendantem policji w Ankarze, a w 1990 objął tożsame stanowisko w Stambule. W 1992 stanął na czele policji w prowincji Erzurum. W latach 1993–1995 kierował turecką policją jako dyrektor generalny Emniyet Genel Müdürlüğü.
W 1995 z ramienia Partii Słusznej Drogi (DYP) uzyskał mandat posła do Wielkiego Zgromadzenia Narodowego Turcji. Od marca do czerwca 1996 był ministrem sprawiedliwości w rządzie Mesuta Yılmaza. Następnie do listopada 1996 pełnił funkcję ministra spraw wewnętrznych w gabinecie Necmettina Erbakana.
Jego dymisja nastąpiła kilka dni po wypadku drogowym w miejscowości Susurluk, którego ofiarami były cztery osoby wspólnie podróżujące mercedesem. Śmierć ponieśli wysokiej rangi funkcjonariusz stambulskiej policji, poszukiwany przez policję kryminalista będący liderem paramilitarnych Szarych Wilków oraz jego partnerka będąca byłą modelką. Ciężko ranny został natomiast poseł DYP liderujący jednemu z południowo-wschodnich klanów. W pojeździe znaleziono m.in. fałszywy paszport, broń palną, paczkę z narkotykami i kilka tysięcy dolarów amerykańskich w gotówce. Ustalono też, że tego samego dnia przed wypadkiem grupa spotkała się w hotelu w Kuşadası z ministrem Mehmetem Ağarem. Ujawnienie powiązań i kontrowersje związane z wypadkiem wywołały skandal, sprawa ta w powszechnym odczuciu stał się dowodem na istnienie w Turcji tzw. głębokiego państwa.
Byłemu ministrowie nie przedstawiono jednak zarzutów z uwagi na immunitet poselski. W 1999 i 2002 uzyskiwał poselską reelekcję jako kandydat niezależny. W 2002 zastąpił Tansu Çiller na funkcji przewodniczącego DYP, która nie przekroczyła w tymże roku wyborczego progu. W 2007 ugrupowanie to przekształciło się w Partię Demokratyczną. Mehmet Ağar ogłosił rezygnację z funkcji przewodniczącego, gdy demokraci nie dostali się w tym samym roku do parlamentu. Zakończył urzędowanie w 2008, gdy na czele partii stanął Süleyman Soylu.
Utrata immunitetu umożliwiła przedstawienie mu zarzutów. W 2008 zarzucono mu m.in. utworzenie organizacji zbrojnej w celu popełnienia przestępstwa oraz udzielanie pozwoleń na broń z naruszeniem przepisów prawa. W 2011 został skazany na karę 5 lat pozbawienia wolności, która następnie została obniżona do 3 lat i 9 miesięcy. Został osadzony do jej odbycia w kwietniu 2012, a w kwietniu 2013 uzyskał warunkowe przedterminowe zwolnienie.